# 大友千秋
大友 千秋（おおとも ちあき、1947年9月9日 - ）は、日本のカースタントマン。東京都大田区出身。代表作は『マッハ'78』（スタントドライバー役）。TVドラマの代表作品として『西部警察』を5年間担当する。ロールオーバー（車を横転させる技）3000回以上の世界記録保持者。またモデルとしても活躍している。有限会社ラッキー代表。

## 略歴
- 1967年（20歳） モデルとして、オートバイや車のCMに出演。
- 1971年（24歳） 福田レーシングチームに入り、スタントマン活動を開始。
- 1973年（26歳） 黒子昭主催の黒子レーシングに所属。

全国各地（富士急ハイランド、グランスパ長島、日本ランドなど）で、カースタントショーを開催。
- 1976年（29歳） 単身渡米。本場のカースタントを勉強するため、LAに一年間滞在。
- 1977～1978年 滞在中、松竹系公開の映画『マッハ '78』に主演。
- 1979年（30歳） 帰国後、長谷川和彦監督の映画『太陽を盗んだ男』に参加。爆走するトレーラーの荷台を飛び越えるという、派手なカージャンプを披露（DVD『太陽を盗んだ男 / ULTIMATE PREMIUM EDITION』に、大友千秋インタビュー収録）。

同年、ジャパンスタントマンズクラブ設立。
『西部警察』のカーアクションを5年間担当。
- 1993年 有限会社ラッキー設立。

## 出演

### テレビドラマ
- 西部警察
  - 第10話「ホットマネー攻防戦」（1979年） - 元スタントマン・塚本 役

## 関連人物
- 三石千尋